# Сан Бјађо Платани
Сан Бјађо Платани (итал. San Biagio Platani) је насеље у Италији у округу Агриђенто, региону Сицилија.
Према процени из 2011. у насељу је живело 3370 становника. Насеље се налази на надморској висини од 389 м.

## Становништво
Према резултатима пописа становништва 2011. у општини је живело 3.501 становника.
| 1931. | 1936. | 1951. | 1961. | 1971. | 1981. | 1991. | 2001. | 2011. |
| ----- | ----- | ----- | ----- | ----- | ----- | ----- | ----- | ----- |
| 4.652 | 4.836 | 5.036 | 5.072 | 5.266 | 5.513 | 4.128 | 3.785 | 3.501 |

## Партнерски градови
- Ремхинген